# 1991 FT2
1991 FT2 är en asteroid i huvudbältet som upptäcktes den 20 mars 1991 av den belgiske astronomen Henri Debehogne vid La Silla-observatoriet.
Asteroiden har en diameter på ungefär 3 kilometer.